# Peter Finch Martineau
Peter Finch Martineau (12 juin 1755 - 2 décembre 1847) est un homme d'affaires anglais et un philanthrope, avec un intérêt particulier pour l'amélioration de la vie des personnes défavorisées par l'éducation.

## Famille
Unitarien, il est né dans la célèbre famille Martineau de Norwich et baptisé dans la chapelle octogonale. Son frère aîné Philip Meadows Martineau est un chirurgien distingué et son frère cadet Thomas est le père de la sociologue Harriet Martineau et du philosophe religieux James Martineau . L'ingénieur John Martineau est un autre neveu de Peter.
Sa première épouse Susannah Scott a un fils et son second mariage avec Catherine Marsh lui donne cinq autres enfants. Lui et Catherine sont deux été enterrés au cimetière de West Norwood. Leur première fille, Catherine, épouse l'avocat Edward Foss (en). Le fils aîné Peter (1785-1869) épouse Eliza Barnard et ensuite Mary Anne (1794-1882), la sœur de son camarade de classe Sir Francis Ronalds . Ils ont Sarah (1828-1908), dont le mari est le brasseur et bienfaiteur Charles Edward Flower .

## Carrière dans les affaires
Peter Finch Martineau est actif dans diverses entreprises distinctes tout au long de sa vie. Il est d'abord teinturier à Norwich avec son frère aîné David. Lui, David et leur jeune frère John créent ensuite une brasserie au King's Arms Stairs (l'un des escaliers des bateliers sur la Tamise), qui fusionne avec Whitbread en 1812 . Suit ensuite un partenariat de raffinage du sucre à Goulston Street, Whitechapel avec son fils Peter Jr, qui se poursuit jusqu'à la mort de ce dernier en 1869 . Peter Jr brevète un nouveau procédé important pour clarifier le sucre en 1815 avec son cousin John Martineau . Peter Finch ouvre également une banque à St Albans après s'y être installé en 1818 .
La famille investit dans des opérations minières dans le Devon, les Cornouailles et à l'étranger, gérées par le cousin germain de Peter Jr, John Taylor. Il s'agit notamment de la mine Wheal Friendship à Mary Tavy et United Mines près de Redruth. Ils occupent également des postes d'administrateur dans diverses sociétés d'assurance : Peter Finch dans la Hand in Hand Fire Insurance Society et Peter Jr dans l'Equitable Assurance Office – il est également auditeur de la Phoenix Fire Assurance Company .

## Initiatives éducatives
Les Martineau soutiennent un large éventail d'initiatives ciblées en matière d'éducation. Peter Finch est l'un des premiers gouverneurs de l'African Institution, fondée par les abolitionnistes lorsqu'ils réussissent à rendre illégale la traite des esclaves britanniques. Il aide à établir l'école pour les aveugles indigents en 1800 et préside toujours ses réunions près d'un demi-siècle plus tard - l'organisation continue aujourd'hui sous le nom de SeeAbility. Il est également gouverneur de l'asile de Londres pour le soutien et l'éducation des enfants sourds-muets des pauvres ; la Maison de Refuge pour les Filles Orphelines ; et le Refuge for the Destitute, qui aide les personnes sorties de prison à entrer sur le marché du travail. Enfin, il est vice-président de l'établissement d'enseignement supérieur non-conformiste de la Manchester Academy à York pendant près de deux décennies .

## Activités politiques
Comme d'autres membres de sa famille, Martineau est politiquement Whig Radical. Ami du philosophe politique William Godwin, il rejoint la London Revolution Society et est un fervent partisan du député William Smith. Il est sous-lieutenant du Hertfordshire. Peter Jr joue un rôle actif dans la loi anti-Corn League depuis ses débuts à la fin des années 1830, où il préside de grandes réunions dans les arrondissements où il vit et travaille à obtenir un soutien pour l'élimination des droits sur les importations .